# Грабар Віктор Васильович
Ві́ктор Васи́льович Гра́бар (нар. 15 травня 1990 — 17 березня 2019) — солдат Збройних сил України, учасник російсько-української війни.

## Життєпис
Народився 1990 року в селі Шевченківське (Синельниківський район, Дніпропетровська область). 2008-го закінчив Дніпропетровське ПТУ № 6 — за фахом муляра-штукатура та плиточника-лицювальника. Захоплювався мотоциклами та страйкболом. Строкову службу пройшов в Севастополі, з 2009 по 2010 рік — у 7-й бригаді спецоперацій в Очакові. Протягом 2010—2013 років працював у групі швидкого реагування охоронної служби «Барс», по тому — в службі охорони Придніпровської ТЕС.
У червні 2016 року підписав контракт із ЗСУ; з 17 серпня по 18 листопада 2016-го проходив службу в Донецькій області у одному з радіолокаційних взводів Харківської радіотехнічної бригади, солдат, водій-електрик РЛС 17-ї окремої радіолокаційної роти 164-ї бригади. У листопаді 2018 року відряджений в зону ООС до 79-ї бригади.
17 березня 2019-го увечері противник розпочав обстріл ВОП біля села Водяне (Волноваський район) з мінометів, АГС і ВКК та намагався просунутися вперед. Вогнем у відповідь українські вояки його примусили відступити. Прикриваючи відступ, ворог застосував міномети з території тимчасово окупованого села Ужівка. Внаслідок розриву міни троє українських захисників дістали поранення; травмування Віктора Грабара виявилося несумісним з життям.
20 березня 2019 року похований на Краснопільському кладовищі міста Дніпро.
Без Віктора лишились батьки і сестра.

## Нагороди та вшанування
- Указом Президента України № 149/2019 від 18 квітня 2019 року «за особисту мужність і самовіддані дії, виявлені у захисті державного суверенітету та територіальної цілісності України, зразкового виконання військового обов'язку» — нагороджений орденом «За мужність» III ступеня (посмертно)[3].